# Chengguan (Lhasa)
| Tibetische Bezeichnung                        |
| --------------------------------------------- |
| Tibetische Schrift: ཁྲིན་ཀོན་ཆུས་                 |
| Wylie-Transliteration: khrin kon chus         |
| Offizielle Transkription der VRCh: Chingoinqü |
| Chinesische Bezeichnung                       |
| Traditionell: 城關區                          |
| Vereinfacht: 城关区                           |
| Pinyin:Chéngguān Qū                           |

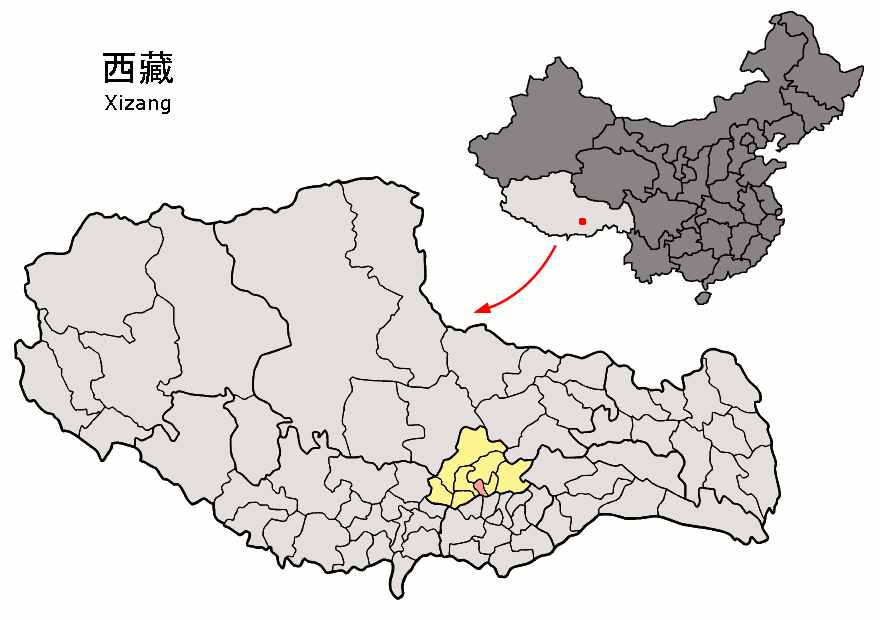
Lage des Stadtbezirks Chengguan ("Innenstadt") (rosa) in Lhasa (gelb)

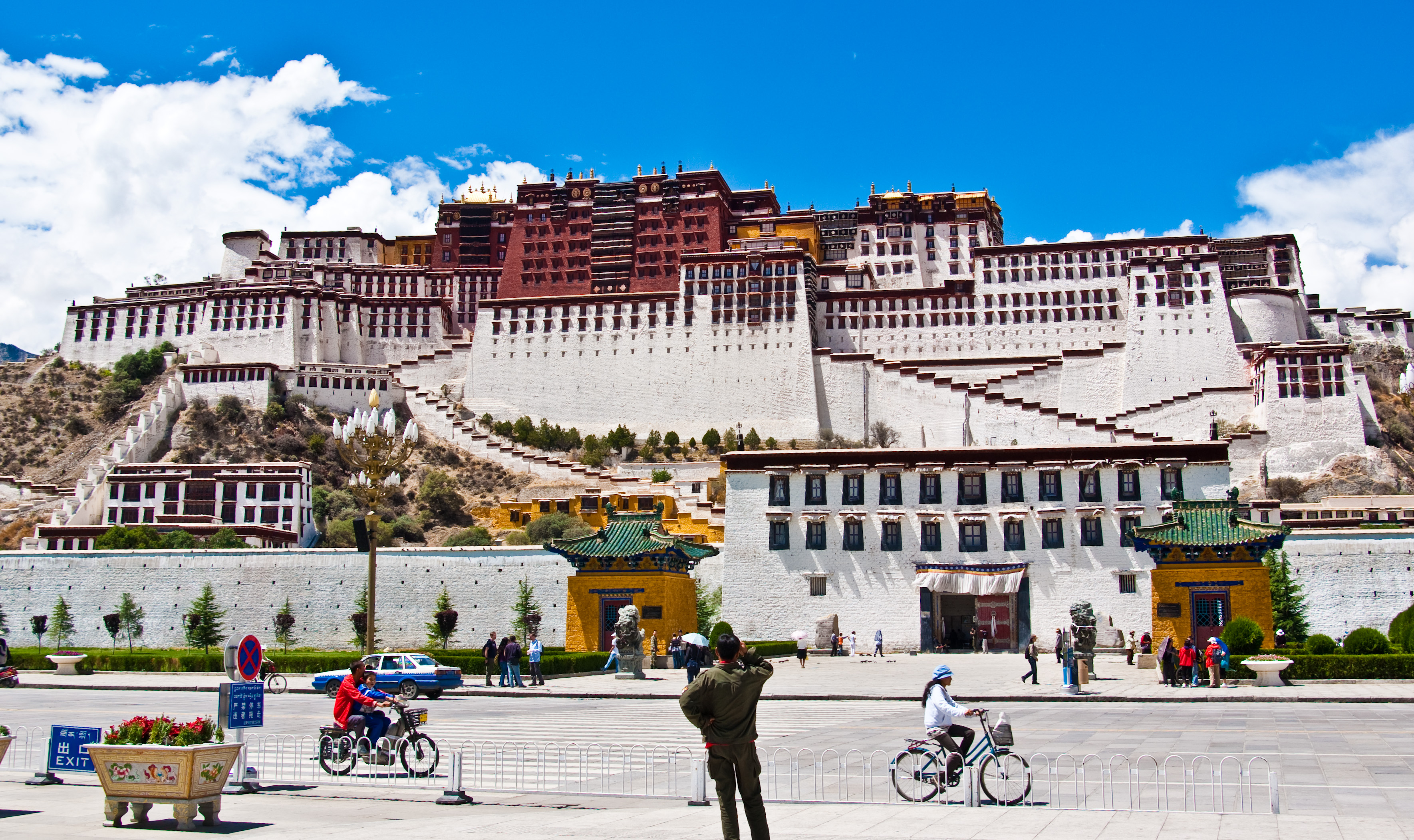
Der Potala-Palast

Der Stadtbezirk Chengguan („Innenstadt“, auch: Thrinkönchü) liegt im Autonomen Gebiet Tibet der Volksrepublik China. Er gehört zum Verwaltungsgebiet der bezirksfreien Stadt Lhasa. Die Fläche beträgt 513 Quadratkilometer und die Einwohnerzahl 478.275 (Stand: Zensus 2020). 1999 zählte Chengguan 138.267 Einwohner.

## Administrative Gliederung
Der Stadtbezirk Chengguan setzt sich auf Gemeindeebene aus sechs Straßenvierteln und vier Gemeinden zusammen. Diese sind: 
- Straßenviertel Gündêling ཀུན་བདེ་གླིང་, 公德林街道 (benannt nach dem Kloster Kündeling)
- Straßenviertel Zhaxi གྲ་བཞི་, 扎细街道
- Straßenviertel Jebumgang རྗེ་འབུམ་སྒང་, 吉崩岗街道
- Straßenviertel Barkor བར་སྒོར་, 八廓街道
- Straßenviertel Gyirai སྐྱིད་རས་, 吉日街道
- Straßenviertel Chomsigkang ཁྲོམ་སྲིད་ཁང་, 冲赛康街道
- Straßenviertel Karma Kunzang ཀརྨ་མ་ཀུན་བཟང་, 嘎玛贡桑街道
- Straßenviertel Liangdao ལེང་ཏའོ་, 两岛街道
- Straßenviertel Jinzhu Xilu བཅིངས་འགྲོལ་ནུབ་ལམ་, 金珠西路街道
- Gemeinde Caigungtang ཚལ་གུང་ཐང་, 蔡公堂乡 (Tshel Gungthang, Tshelpa-Kloster)
- Gemeinde Naqen སྣ་ཆེན་, 纳金乡
- Gemeinde Nyangrain ཉང་བྲན་, 娘热乡
- Gemeinde Togde དོག་སྡེ་, 夺底乡